# 1579
Відродження • Реформація • Доба великих географічних відкриттів • Ганза • Річ Посполита • Нідерландська революція • Релігійні війни у Франції

## Геополітична ситуація
Османську державу очолює Мурад III (до 1595). Імператором Священної Римської імперії є Рудольф II (до 1612). У Франції королює Генріх III Валуа (до 1589).
Апеннінський півострів за винятком Папської області та Венеційської республіки належить Священній Римській імперії.
Королем Іспанії та правителем Нижніх земель є Філіп II Розсудливий (до 1598). В Португалії королює Генріх I Кардинал (до 1580). Королевою Англії є Єлизавета I (до 1603). Король Данії та Норвегії — Фредерік II (до 1588). Король Швеції — Юган III (до 1592). Королем Богемії та Угорщини є імператор Рудольф II (до 1608).
Королями Речі Посполитої, якій належать українські землі, є Стефан Баторій та Анна Ягеллонка.
У Московії править Іван IV Грозний (до 1584). Існують Кримське ханство, Ногайська орда. Єгиптом володіють турки. Шахом Ірану є сефевід Мухаммад Худабенде.
У Китаї править династія Мін. Значними державами Індостану є Імперія Великих Моголів, Біджапурський султанат, Віджаянагара. В Японії триває період Адзуті-Момояма.
Триває підкорення Америки європейцями. На завойованих землях існують віцекоролівства Нова Іспанія та Нова Кастилія. Португальці освоюють Бразилію.

## Події

### В Україні
- Письмова згадка про Рунгури (Коломийський район).
- Облога Чернігова.

### У світі
- 30 серпня, під час Лівонської війни, польсько-литовські війська під керівництвом короля Стефана Баторія після тритижневої облоги зайняли місто Полоцьк.
- Нідерландська революція:
  - Арраська унія об'єднала католицькі провінції південних Нідерландів.
  - Утрехтська унія об'єднала протестантські північні провінції Нідерландів.
  - Іспанці захопили Маастріхт.
- Френсіс Дрейк висадився в Каліфорнії й оголосив її володіннями англійської корони — Новим Альбіоном.
- Правитель моголів Акбар Великий скасував джизію — податок, який повинні сплачувати невірні в мусульманській державі.
- У Японії Ода Нобунаґа зробив замок Адзучі своєю резиденцією.
- До Японії прибув єзуїтський місіонер Алессандро Валіньяно.

## Народились
Дивись також Народилися 1579 року
- 2 травня — Токуґава Хідетада, другий сьоґун сьоґунату Едо.

## Померли
Дивись також Померли 1579 року
- 11 жовтня — Мехмед-паша Соколович, державний діяч, великий візир Османської імперії у 1565—1579 роках.